# São Leopoldo
São Leopoldo este un oraș în Rio Grande do Sul (RS), Brazilia.